# Hassan Kurt
Hassan Kurt (auch Hasan Kurt; * 1. Januar 1970 in Gunde Çika, Bozova, Türkei) ist ein kurdischstämmiger Rückwärtsläufer. Er wanderte am 10. Oktober 1988 aus den kurdischen Siedlungsgebieten der Türkei nach Eschborn in Deutschland aus.

## Biographie
Hassan Kurt fing im Jahr 2002 mit dem Laufen an und bestritt seinen ersten Marathonlauf am 25. April 2009 in Weiltal.
Seinen ersten persönlichen Rekord mit fünf Marathons innerhalb von 29 Tagen stellte Hassan Kurt im Jahr 2011 auf. Er lief diese Marathons alle jeweils unterhalb von vier Stunden.
- 2. Oktober 2011: Köln-Marathon
- 9. Oktober 2011: München-Marathon
- 16. Oktober 2011: TUI Palma de Mallorca-Marathon
- 23. Oktober 2011: Dresden-Marathon
- 30. Oktober 2011: Frankfurt-Marathon

Den ersten Ironman absolvierte Hassan Kurt am 8. Juli 2012 in Frankfurt (Ironman Germany).
Am 27. Oktober 2013 lief er seinen ersten Marathon in Frankfurt komplett 42,195 km rückwärts. Den zweiten Marathon rückwärts bestritt er am 30. Oktober 2016 beim Frankfurt-Marathon.
Den ersten offiziellen Weltrekord stellte Hassan Kurt am 11./12. Juni 2016 auf der Westerbach-Anlage in Eschborn, Niederhöchstadt auf. Er lief in der Zeit von 21 Stunden und 34 Minuten 100 Kilometer rückwärts, ohne dabei ein einziges Mal über die Schultern geblickt zu haben. 100 Kilometer vorwärts lief er das erste Mal beim Lauf im Taubertal.
Bei der 6. IRR-Weltmeisterschaft 2016 gelangte Hassan Kurt in der Disziplin Halbmarathon M1 im Rückwärtslaufen auf den zweiten Platz.
Im Oktober 2017 nahm Hassan Kurt abermals an fünf Marathons innerhalb von 29 Tagen teil, lief diese aber rückwärts.
Kurt ist Gründer des im April 2017 gegründeten Vereins „Reverse Runners Hessen Eschborn e.V.“
Am 23./24. Juni 2018 unterbot er seine bisherige Bestzeit im Rückwärtslauf über 100 Kilometer und lief die Strecke in 16 Stunden, 53 Minuten und 13 Sekunden.
Bei der Teilnahme an der World Retrorunning Championship in Bologna am 15. Juli 2018 belegte er in der Kategorie Marathon (rückwärts) den ersten Platz und wurde mit einer Zeit von 5:45:56 Weltmeister.